# ستيفن مارتن
ستيفن مارتن (بالإنجليزية: Steven M. Martin)‏ هو مخرج وممثل أمريكي، ولد في 24 أكتوبر 1954.

## أعمال

### أفلام
- (1982) فاست تايمز آت ريدجمونت[3][4]

## وصلات خارجية
- ستيفن مارتن على موقع IMDb (الإنجليزية)
- ستيفن مارتن على موقع ألو سيني (الفرنسية)
- ستيفن مارتن على موقع أول موفي (الإنجليزية)
- ستيفن مارتن على موقع قاعدة بيانات الأفلام السويدية (السويدية)
- ستيفن مارتن على موقع كينوبويسك (الروسية)